# Tariq Aziz (1938)
Tariq Aziz (Amritsar, 5 februari 1938) is een voormalig Pakistaans hockeyer.
Aziz verloor in 1964 met zijn ploeggenoten de olympische finale van de aartsrivaal India. In 1968 won Aziz olympisch goud door in de finale Australië te verslaan.

## Erelijst
- 1962 –  Aziatische Spelen in Jakarta
- 1964 –  Olympische Spelen in Tokio
- 1966 –  Aziatische Spelen in Bangkok
- 1968 –  Olympische Spelen in Mexico-stad